# Nürnberger Lebkuchen

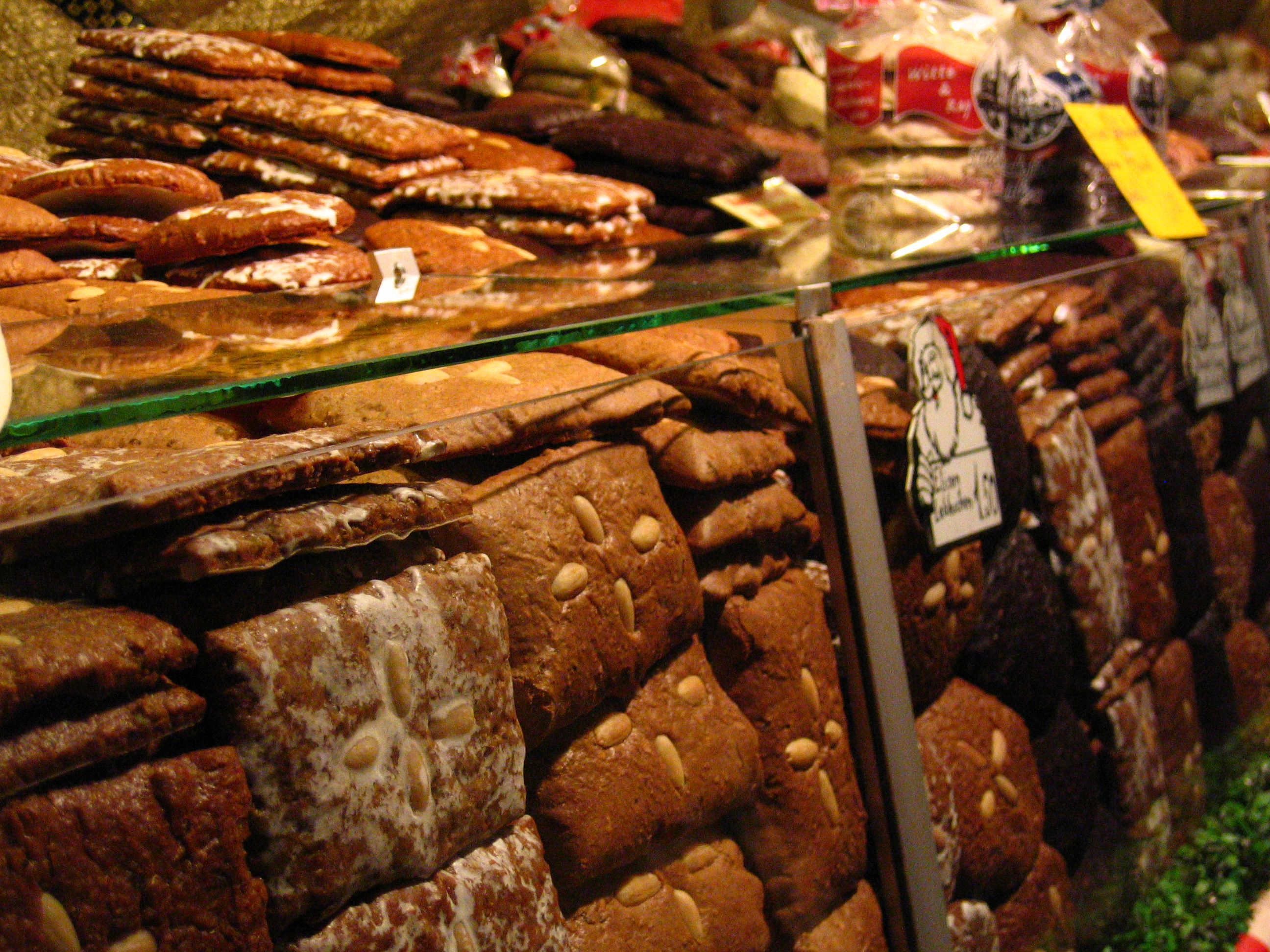
Lebkuchen am Nürnberger Christkindlesmarkt

Nürnberger Lebkuchen ist eine geschützte Herkunftsbezeichnung für Lebkuchen aus Nürnberg, die seit 1. Juli 1996 als geschützte geographische Angabe (g. g. A.) nach europäischem Recht anerkannt ist. Demgemäß dürfen ausschließlich solche Lebkuchen als „Nürnberger Lebkuchen“ angeboten werden, die auf dem Gebiet der Stadt Nürnberg hergestellt wurden. Darüber hinausgehende Anforderungen wie etwa eine Einschränkung auf besondere Lebkuchenarten oder irgendwelche Qualitätskriterien sind mit dem Begriff nicht verbunden.
Nach verschiedenen Quellen soll es bereits seit 1927 einen rechtskräftigen Schutz für die Bezeichnung gegeben haben, die seit 1995 auch EU-weit geschützt ist. Die juristische Natur dieses Schutzrechts und genauere Kriterien sind unbekannt. Seit 1978 besteht außerdem eine nicht-rechtsverbindliche Eintragung als geographisches Herkunftsgewährzeichen (RAL-RG 0131) im Register des RAL-Instituts.

## Geschichte

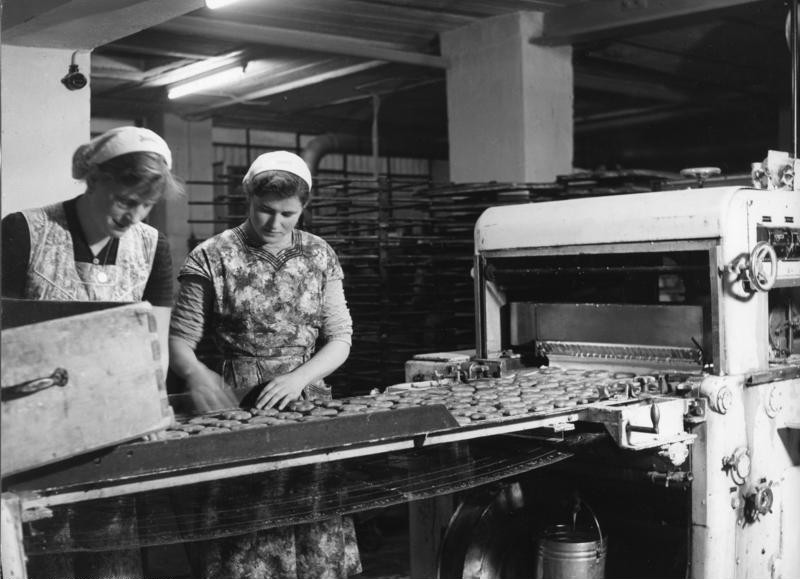
Herstellung von Nürnberger Lebkuchen in der Wolff Lebkuchenfabrik (1959)

Die Geschichte der Nürnberger Lebkuchen ist eng mit der Lage Nürnbergs als Kreuzungspunkt mehrerer europäischer Handelsrouten verbunden, die der Stadt 1470–1530 eine wirtschaftliche Blütezeit bescherten und so die Gewürze aus fernen Ländern nach Nürnberg brachten (vgl. Lebkuchengewürz und „Pfeffersack“). Zudem gab es hier ein gut ausgebautes Zeidlerwesen. Die Zeidler gewannen den Honig mit Sonderrechten aus dem Lorenzer Reichswald. Die Ursprünge des Nürnberger Lebkuchen reichen allerdings noch vor diese Zeit. Ab dem 12. Jahrhundert sind „Lebzelter“ und „Lebküchner“ bekannt, der erste Lebküchner in Nürnberg wird in einer Urkunde bzw. einem Rechnungsbuch im Jahr 1395 erwähnt. Die Mönche dürften die selbst hergestellten kräftigen Pfefferkuchen gegessen haben, die Nonnen das süßere „panis mellitus“ nach römischer Rezeptur. Später entwickelte sich ein eigenes Zunftwesen der Lebküchner, in Nürnberg schlossen sich 1643 erstmals 14 Mitglieder zusammen. Die Geschichte des Oblatenlebkuchens beginnt in Nürnberg mit dem „Elisenlebkuchen“, den ein Fabrikant nach seiner Tochter Elisabeth benannt haben soll.
Während des Reichstags im Jahre 1487 ließ Kaiser Friedrich III. in der Kreuzwoche die Kinder der Stadt in den Burggraben kommen und verteilte anlässlich des Reichstages kleine Lebkuchen mit seinem Konterfei. Diese wurden mit großer Begeisterung angenommen. Fortan wurden in Nürnberg bis ins 18./19. Jahrhundert in mehreren Betrieben derartige „Kaiserlein“ gebacken, von Lebkuchen-Schmidt bis heute. Im Jahr 1855 besuchten König Maximilian II. und die Königin Nürnberg. Zu ihren Ehren backten die Lebküchner dem Paar einen Riesenlebkuchen mit der Verzierung „Heil unserem König“.
Nürnberger Lebkuchen fanden auch Eingang in illustrierte Kinderbücher. So zum Beispiel in das Buch Nürnberger Lebkuchen von Elsbeth Fehlberg mit Bildern von Lotte Schobert.

## Beschreibung
Unter Nürnberger Lebkuchen versteht man typischerweise große, meist runde Oblatenlebkuchen mit Zuckerglasur, mit Schokoladenüberzug („schokoliert“) oder auch ohne Überzug („natur“), daneben die stets eckigen, ebenfalls auf Oblaten gebackenen weißen Lebkuchen. Oft werden diese Oblatenlebkuchen auch mit Mandeln und Zitronat verziert. Als besonderes Qualitätsmerkmal gilt ein hoher Anteil von Mandel- und Nusskernen und eine geringe Zugabe von Mehl oder sogar der völlige Verzicht darauf. Oblatenlebkuchen der höchsten Qualität gemäß Deutschem Lebensmittelbuch heißen „Elisenlebkuchen“ und nehmen bei praktisch allen Nürnberger Anbietern einen prominenten Platz im Sortiment ein. Sie müssen eine besonders hochwertige Zusammensetzung mit mindestens 25 % Mandeln, Haselnüssen oder Walnüssen aufweisen, dürfen keine anderen Ölsamen und maximal 10 % Mehl oder 7,5 % Stärke enthalten.
Davon abgesehen können aber auch alle anderen Lebkuchenarten wie etwa Honigkuchen, Printen oder Dominosteine als Nürnberger Lebkuchen verkauft werden, wenn sie denn nur aus Nürnberg stammen, da es sich um eine reine Herkunftsbezeichnung handelt. Auch besondere Qualitätsmaßstäbe sind damit nicht verbunden. Daher trifft man bei hochwertigen Nürnberger Lebkuchen gelegentlich die entsprechende geschützte Kennzeichnung gemäß Deutschem Lebensmittelbuch zusammen mit dem Zusatz „Nürnberger“ an, also etwa feine Nürnberger Lebkuchen oder Nürnberger Elisenlebkuchen.
Unter dem Namen „Lebkuchen-Bruch“ verkaufen die Hersteller Stücke, die durch die Qualitätskontrolle des jeweiligen Betriebs gefallen sind, etwa weil sie tatsächlich gebrochen oder beschädigt sind, oft aber auch nur, weil sie zum Beispiel eine ungleichmäßige Form haben. Im Geschmack stehen sie der regulären Ware normalerweise nicht nach. Lebkuchen-Bruch wird vor allem in den Ladengeschäften in Nürnberg und anderen Städten, von einigen Herstellern aber auch im Versandhandel angeboten.

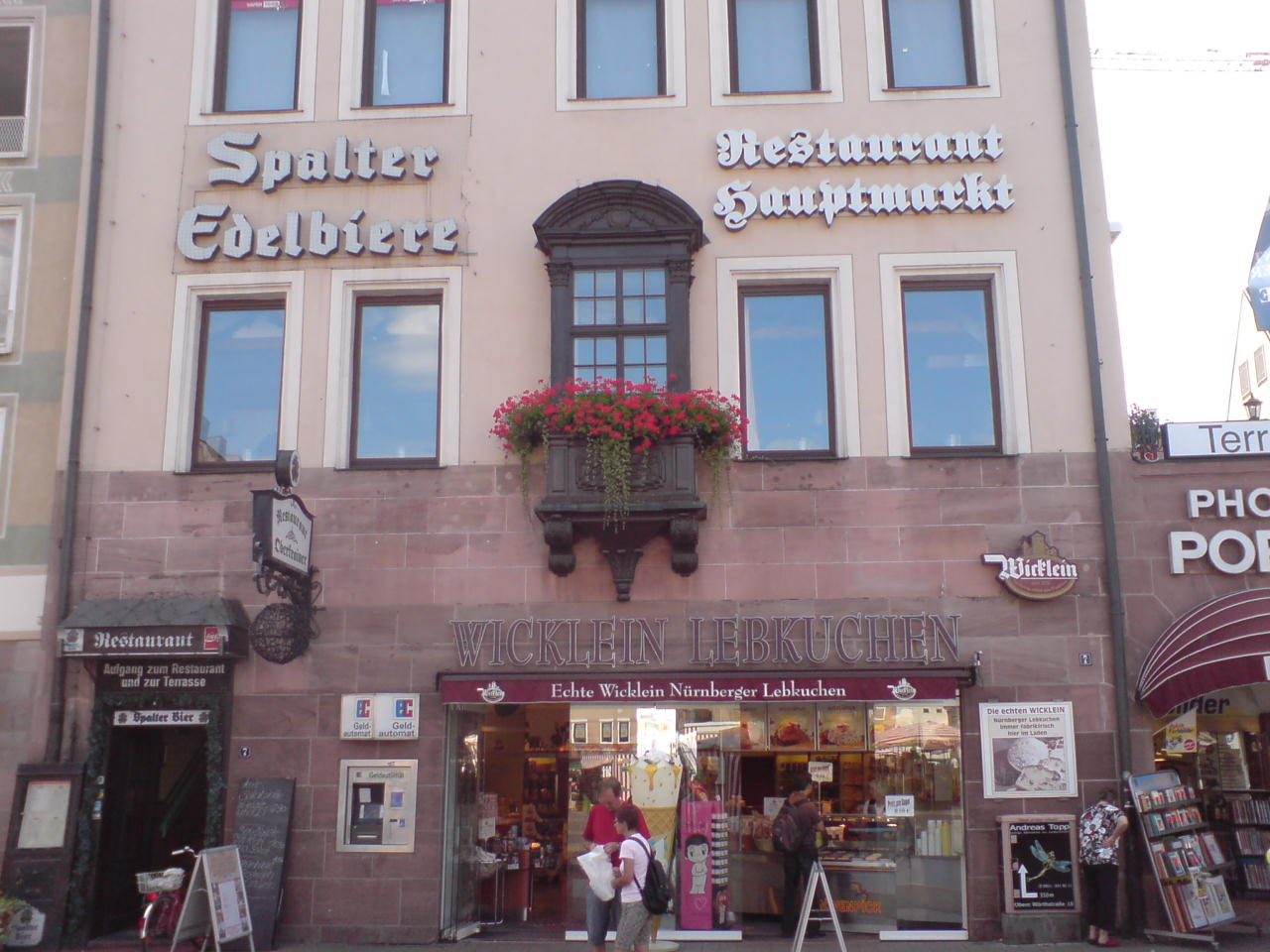
Lebkuchen-Fachgeschäft in Nürnberg

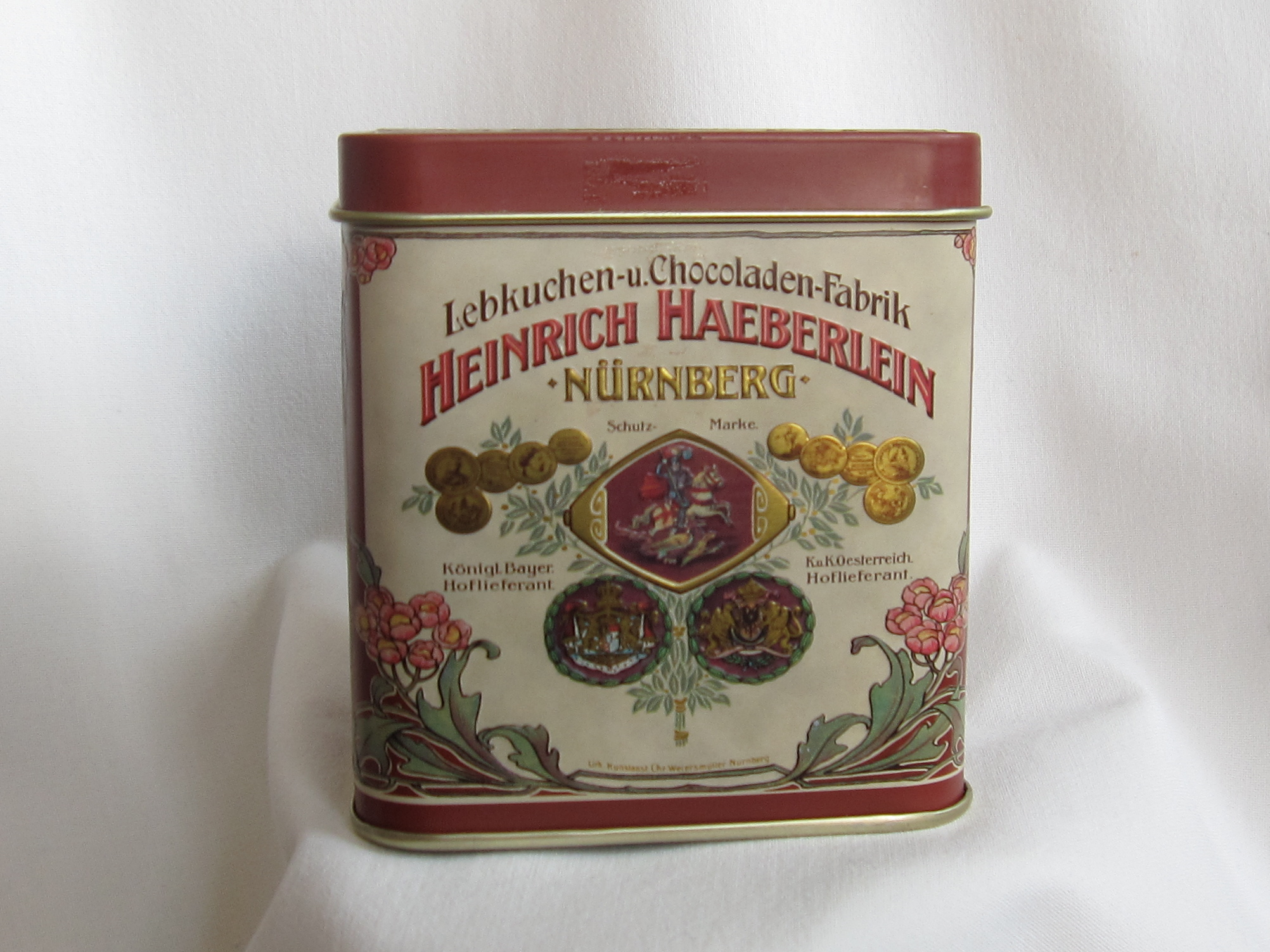
Lebkuchendose von Heinrich Haeberlein

Hersteller von Nürnberger Lebkuchen müssen ihre Backwaren innerhalb der Stadtgrenzen Nürnbergs produzieren. Großindustrielle Lebkuchenhersteller sind zum Beispiel die Lambertz-Gruppe (Marken Haeberlein-Metzger, Weiss, Wolff) und Lebkuchen-Schmidt (Marken Schmidt, Wicklein). Als traditionelle handwerkliche Lebküchner können vor allem die Bäckereibetriebe Düll, Eckstein, Fraunholz, Goess, Klinger, Mirus, Nusselt, Steingruber, Wild, Witte und Woitinek genannt werden. Vor allem diese handwerklichen Hersteller verkaufen ihre Produkte in eigenen Nürnberger Fachgeschäften sowie – über den Fachhandel und im Direktversand – weltweit. Während industriell erzeugte Lebkuchenspezialitäten als Weihnachtsware angesehen und daher in Supermärkten nur während weniger Monate im Jahr verkauft werden, kann man handwerklich gefertigte Lebkuchen in Nürnberger Läden und über den Versandhandel zu jeder Jahreszeit "ofenfrisch" erwerben. 